# Dyrekcja Ceł „Warszawa”
Dyrekcja Ceł „Warszawa” – władza celna II instancji funkcjonująca w II Rzeczypospolitej.

## Historia Dyrekcji
Dyrekcja Ceł w Warszawie została powołana na podstawie rozporządzenia Rady Ministrów z 11 października 1922 roku w przedmiocie ustanowienia Dyrekcji ceł, jako okręgowych władz II instancji na obszarze b. zaboru rosyjskiego i austriackiego. Dyrekcja była władzą przełożoną nad urzędami celnymi oraz organami Straży Celnej i podlegała bezpośrednio Ministerstwu Skarbu. Na czele dyrekcji stał dyrektor, mianowany przez ministra skarbu. Wewnętrzną organizację dyrekcji ceł, liczba i stanowiska służbowe zatrudnionych w niej urzędników i niższych funkcjonariuszy określał statut organizacyjny.
Dyrekcja Ceł w Warszawie rozpoczęła swoją działalność 1 grudnia 1922 roku. Swoją siedzibę miała w Warszawie przy ulicy Miodowej 3.
Terytorialny zakres działalności Dyrekcji obejmował obszar województw: kieleckiego, łódzkiego, warszawskiego, lubelskiego, wołyńskiego, poleskiego i białostockiego, z wyjątkiem powiatów: augustowskiego, sejneńskiego, suwalskiego i grodzieńskiego.
Do zadań Dyrekcji należało:
- sprawowanie nadzoru nad czynnościami podległych urzędów celnych i organów Straży Celnej,
- wykonywanie budżetu państwa, w ramach posiadanych kompetencji,
- orzekanie w I instancji w sprawach niezastrzeżonych Ministerstwu Skarbu i nie należących do zakresu działania urzędów celnych i organów Straży Celnej,
- orzekanie w II i ostatniej instancji w sprawach należących do zakresu działania podległych urzędów celnych i organów Straży Celnej,
- załatwianie spraw celnych i ochrony granic w zakresie przewidzianym dla władz celnych II instancji przez przepisy celne,
- rozpatrywanie spraw osobowych urzędników i niższych funkcjonariuszy celnych oraz Straż Celnej, a także spraw administracyjnych w zakresie przewidzianym dla administracyjnych władz skarbowych II instancji (Izby Skarbowych)[1].

W skład Dyrekcji Ceł „Warszawa” wchodziły cztery wydziały: administracyjny, postępowania celnego, rachunkowości i kontroli fachowej. Za sprawy służby granicznej odpowiedzialny był wydział administracyjny, a za sprawy postępowania celnego wydział celny. Do 1927 roku dyrekcja posiadała kompetencje nadzoru ochrony polskiej granicy państwowej przez jednostki Straży Celnej na terenie byłego zaboru rosyjskiego. Zasięg kompetencyjny obejmował granicę Prus Wschodnich od Rajgrodu do Mławy oraz granica zachodnia w rejonie przylegającym do województwa kieleckiego. Łączna długość linii granicznej to 441 kilometrów.
W kwietniu 1928 roku, po utworzeniu Straży Granicznej, na bazie jednostek granicznych podległych warszawskiej Dyrekcji Ceł, utworzono Mazowiecki Inspektorat Okręgowy Straży Granicznej z siedzibą w Ciechanowie.

## Urzędnicy Dyrekcji Ceł „Warszawa”
Obsada personalna w 1927 roku:
- prezes – Kwiryn Siewierski
- naczelnik wydziału ochrony granic – Włodzimierz Krzyżanowski
- rewident celny – Teodor Romańczuk
- rewident celny – Zygmunt Śmietański
- sekretarz – Stefan Roszkowski
- sekretarz – Stefan Gisger-Gawroński
- asesor – Mieczysław Wakulski

## Inspektoraty Straży Celnej podległe warszawskiej Dyrekcji Ceł
Dyrekcji podlegały trzy Inspektoraty Straży Celnej, 35 wyższych i 833 niższych funkcjonariuszy:
- Inspektorat Graniczny Straży Celnej „Praszka”
- Inspektorat Graniczny Straży Celnej „Chorzele”
- Inspektorat Graniczny Straży Celnej „Grajewo”